# Мангри Годаварі та Крішни
Мангри Годаварі та Крішни (ідентифікатор WWF: IM1401) — індомалайський екорегіон мангрових лісів, розташований на східному узбережжі Індії.

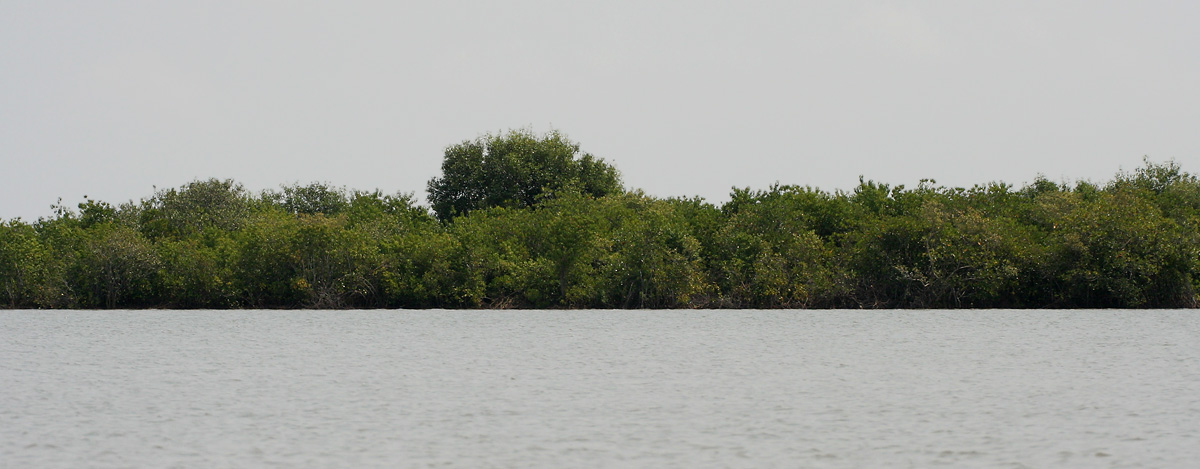
Мангровий ліс в дельті Крішни

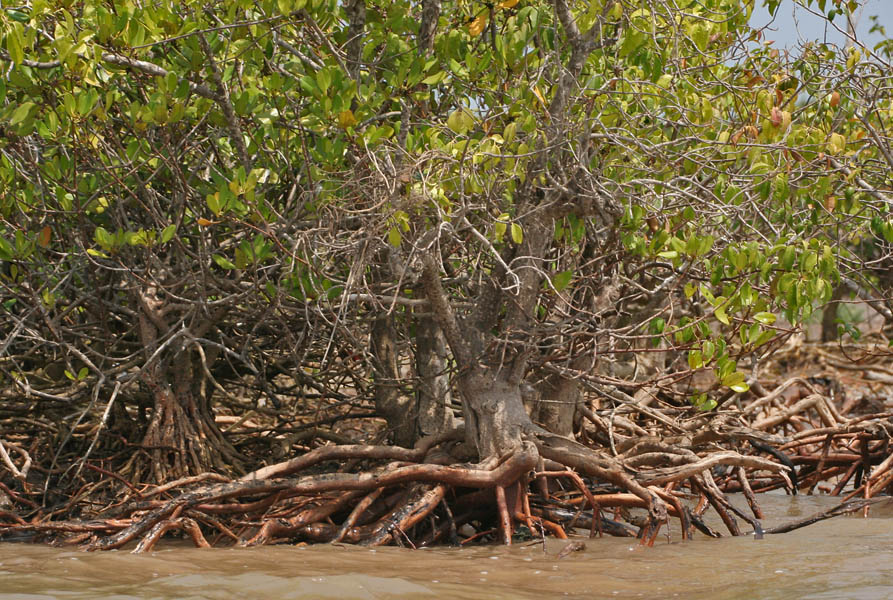
Агаллохові мангри (Excoecaria agallocha) в дельті Крішни

## Географія
Екорегіон мангрів Годаварі та Крішни охоплює низку анклавів, розташованих на сході Індії, на узбережжі Бенгальської затоки. Найбільший масив мангрових лісів розташований в дельті річок Ґодаварі та Крішна в штаті Андгра-Прадеш. Інші мангрові зарості екорегіону розташовані в районі мису Калімере в штаті Тамілнад, в районі озера Пулікат на кордоні Андгра-Прадешу та Тамілнаду, в регіоні Бхітарканіка та в районі озера Чіліка в штаті Одіша, а також в районі Пічавараму у штаті Тамілнад.

## Клімат
В межах екорегіону переважає саванний клімат (Aw за класифікацією кліматів Кеппена), якій пом'якшується завдяки близькості до моря. Середні температури коливаються від 24 °C до 32 °C. Південно-західні мусони, які дмуть з червня по вересень, приносять понад 600 мм опадів, а південно-східні мусони, які дмуть з жовтня по грудень, приносять понад 300 мм опадів. Протягом решти року періодично трапляються незначні дощі.

## Флора
Мангрові ліси вирізняються меншим біорізноманіттям, порівняно з більшістю інших наземних екосистем, однак вони відіграють важливу екологічну роль як перехідна зона між морськими, наземними і прісноводними екосистемами. На флору цих лісів впливають коливання припливів і відпливів та коливання солоності води. Мангрові ліси мають нещільний, нестратифікований намет. Підлісок в них складають проростки мангрових дерев.
Основу мангрових лісів екорегіону складають білі мангри (Avicennia marina), а також різні види ризофор (Rhizophora spp.) та бругієр (Bruguiera spp.). Такі види, як індійські мангри (Avicennia officinalis), чорні річкові мангри (Aegiceras corniculatum), білоцвіті чорні мангри (Lumnitzera racemosa), молочні мангри (Excoecaria agallocha) та різноманітні церіопси (Ceriops  spp.), зустрічаються рідше. Крім того, в мангрових лісах екорегіону зустрічаються ліани, зокрема трилисті дерріси (Derris trifoliata) та колючі дальбергії (Dalbergia spinosa), напівчагарники, зокрема різні види содників (Suaeda spp.) та морські падуби (Acanthus ilicifolius), а також інші рослини, зокрема безпелюсткові соннератії (Sonneratia apetala), кедрові мангри (Xylocarpus moluccensis), розлогі солонці (Salicornia brachiata), індійські тектікорнії (Tecticornia indica) та прибережний портулак (Sesuvium portulacastrum).

## Фауна
Екорегіон мангрів Годаварі та Крішни забезпечує важливе середовище існування для багатьох тварин, зокрема є важливим місцем нересту та розплідником для мальків різноманітних риб, креветок, крабів та інших безхребетних. Серед коріння мангрових дерев ховаються найбільші у світі гребінчасті крокодили (Crocodylus porosus), які живляться рибою та іншою морською здобиччю. Тут зустрічаються смугасті варани (Varanus salvator) та різноманітні змії. Серед хижих ссавців екорегіону слід відзначити звичайних шакалів (Canis aureus), котів-рибалок (Prionailurus viverrinus) та гладкошерстих видр (Lutrogale perspicillata). 
Також в екорегіоні мешкають раки-самітники (Paguroidea), раки-скрипалі (Uca) та мулисті стрибуни (Oxudercinae), риби, що здатні дихати повітрям. Однією з риб, що мешкає в екорегіоні, є смугастий бризкун (Toxotes jaculatrix). Ця срібляста з чорними вертикальними смугами риба довжиною 20 см живе у воді, але пристосувалася до полювання на здобич поза нею. Вона здатна випускати з рота струмінь води, який підіймається на 2-3 м над поверхнею води, збиваючи комаху з гілки, що звисає над водою. Після цього риба за мілісекунди хапає здобич. Цікаво, що ці риби здатні з великою точністю націлюватися на свою жертву, незважаючи на заломлення світла на поверхні води.
В межах екорегіону зустрічається близько 140 видів птахів. Серед них слід відзначити рідкісних індійських флоріканів (Sypheotides indicus) та різноманітних водно-болотних птахів, зокрема чапель (Ardeidae), рожевокрилих фламінго (Phoenicopterus roseus), сірих пеліканів (Pelecanus philippensis), білих косарів (Platalea leucorodia) та індійських лелек-танталів (Mycteria leucocephala). Площа гніздової колонії чапель в дельті Годаварі та Крішни становить 2-3 га.

## Збереження
Оцінка 2017 року показала, що 718 км², або 12 % екорегіону, є заповідними територіями. Природоохоронні території включають: Природний заповідник мису Калімере, Пташиний заповідник озера Пулікат та Національний парк Бхітарканіка.